# Тайпоу
Тайпо́у? (иер. 大埔, ютпх. Daai6bou3, кит.-рус. Дабу́), также Тай-По (англ. Tai Po) — один из 18 округов Гонконга. Расположен в восточной части Новых Территорий.

## География
Река Лам Цуэн расположена на севере Гонконга, к северо-востоку от Шатина. Несмотря на наличие промышленной зоны Тайпоу, эта местность по-прежнему остаётся одной из менее загрязненных в Гонконге.

## История
Округ назван в честь местной деревни Тайпоу. Позже из его состава выделился Северный округ.

## Население
В 2006 году в округе проживало 294 тыс. человек; среди них значительную прослойку составляют хакка.
Плотность населения Тайпоу значительно ниже, чем в Коулуне, поскольку здесь много старых маленьких деревень в горах.

### Религия
В округе расположены храмы Ман Мо, Тин Хау, Фан Син и Тай Вонг Е.

## Экономика
В округе расположены Промышленный парк Тай-По, штаб-квартиры производителя электроники «VTech», телекомпаний «Asia Television» («ATV») и «Phoenix Television», издательской группы SCMP Group и газеты «South China Morning Post», издательской группы «Oriental Press Group», банкнотная типография «Hong Kong Note Printing», завод напитков и соков «Vitasoy», пищевая фабрика «Maxim`s Caterers».

### Торговля
Крупнейший торговый центр округа — «Тай По Мега Молл». Также популярны у жителей рынки Тай-По, Старый Тай-По и Тай-Во.

## Транспорт
- Линия метро «Ист Рейл» связывает округ с Сатхинь и Норт
- Шоссе «Толо» и «Тай По Роуд» соединяют округ с Сатхинь и Коулуном
- В округе существует разветвленная сеть автобусных и паромных маршрутов

## Достопримечательности
- Смотровая башня Тай-По
- Водохранилище Пловер Коув

### Крупнейшие здания
- 43-этажный «Микон тауэр» (107 метров)
- 37-этажный «Сайхинь» (86 метров)

### Музеи и галереи
- Гонконгский железнодорожный музей
- Музей этнологии

### Парки
- Пловер Коув Каунтри Парк
- Лам-Цюн Каунтри Парк
- Тай-По Уотерфронт Парк
- Ферма и ботанический сад Кадури

## Образование и наука
- Гонконгский педагогический институт
- Лютеранский колледж Иммануэль
- Гонконгский научный парк

## Здравоохранение
- Госпиталь Элис Хо Миу Линг

## Спорт
- Спорткомплекс Тай-По